# Jaro (Leyte)
Jaro è un comune di quarta classe delle Filippine, situata nella provincia di Leyte, nella regione di Visayas Orientale.
Jaro è formata da 46 baranggay:
- Alahag
- Anibongan
- Atipolo
- Badiang
- Batug
- Bias Zabala
- Buenavista
- Bukid
- Burabod
- Buri
- Canapuan
- Canhandugan
- Crossing Rubas
- Daro
- District I (Pob.)
- District II (Pob.)

- District III (Pob.)
- District IV (Pob.)
- Hiagsam
- Hibucawan
- Hibunawon
- Kaglawaan
- Kalinawan
- La Paz
- Likod
- Macanip
- Macopa
- Mag-aso
- Malobago
- Olotan
- Palanog
- Pange

- Parasan
- Pitogo
- Sagkahan
- San Agustin
- San Pedro
- San Roque
- Santa Cruz
- Santo Niño
- Sari-sari
- Tinambacan
- Tuba
- Uguiao
- Villagonzoilo (Villa Consuelo)
- Villa Paz